# Marie-Louise de Laval-Montmorency
Marie-Louise de Laval-Montmorency est une noble et religieuse française née le 31 mars 1723 et morte à Paris le 24 juillet 1794.

## Biographie
Descendante en ligne directe de Mathieu II de Montmorency, connétable de France, Marie-Louise de Laval-Montmorency est la fille aînée de Guy-Claude-Roland de Laval-Montmorency et de Marie-Élisabeth de Rouvroy de Saint-Simon (1697-1762). Elle entre dans les ordres.
En 1759, elle est religieuse à l’abbaye du Pré au Mans ; sa mère est pensionnaire dans ce couvent en 1760.
Elle est la 43e et dernière abbesse de Montmartre.
Le 19 août 1792, les religieuses bénédictines de Montmartre reçoivent l'ordre de quitter leur abbaye. Mme de Montmorency-Laval, alors abbesse, se retira à Saint-Denis; puis, apprenant que des poursuites allaient être dirigées contre elle par le tribunal révolutionnaire, se cacha à « Franciade » (nom de Saint Denis pendant la Révolution), rue de la boulangerie, dans une maison appartenant au citoyen Pierre-Charles-Gabriel BEVILLE, ancien notaire et procureur-syndic de la ville.
Elle est arrêtée et emprisonnée par les révolutionnaires à Saint-Lazare et condamnée à mort  par le tribunal révolutionnaire pour avoir « sourdement et aveuglément » comploté contre la République, sa sœur, Henriette-Louise, étant mariée à Bleickard-Maximilian-Augustin von Helmstatt, et son cousin Louis-Joseph de Montmorency-Laval, cardinal évêque de Metz dernier Grand-aumônier de France, ayant lui aussi émigré.
Elle est guillotinée le 24 juillet 1794 (5 thermidor an II), à la barrière du Trône à Paris, où elle est inhumée au cimetière de Picpus.

## Homonymie
Il ne faut pas confondre l'abbesse de Montmartre avec Marie-Louise-Augustine de Laval-Tartigny, femme de Louis-Antoine Crozat de Thiers, ou encore avec Marie-Louise de Laval-Montmorency, femme d'Antoine-Gaston de Roquelaure. 